# Pierre Basile

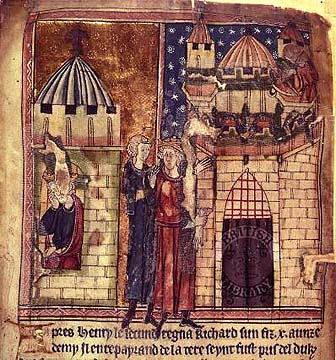
Richard Lví srdce je zraněn

Pierre Basile († 6. dubna 1199), znám také jako Bertran de Gurdun nebo John Sabroz, byl francouzský lučištník z Limousinu, který 25. března 1199 výstřelem ze své kuše smrtelně zranil anglického krále Richarda Lví srdce při obléhání hradu Châlus-Chabrol. Zprvu nebylo zranění vážné, ale brzy vyústilo ve sněť.
Basile byl jedním z mála vojáků, kteří hrad bránili. Hrad byl špatně bráněn, na obranu byly použity dokonce i pánve, což Angličany pobavilo. Tento přístup možná vedl k Richardově nepozornosti toho dne, kdy ho Basile střelil.
Zprvu nechtěl Richard pro Basila žádný trest (dokonce se za něho zaručil 100 šilinky), ale když 6. dubna na následky infekce zemřel, byly jeho rozkazy ignorovány a Basile byl podle kronikářů „zaživa stažen z kůže jako dobytek. Čepel mu jezdila po kůži a odlupovala z ní veliké cáry, pod nimiž je vidět červené maso.” Nakonec byl oběšen.
Podle historických průzkumů, včetně objevu listiny z roku 1239, však existují náznaky, že Basile žil ještě dlouho po roce 1199.